# Variétés françaises de maïs

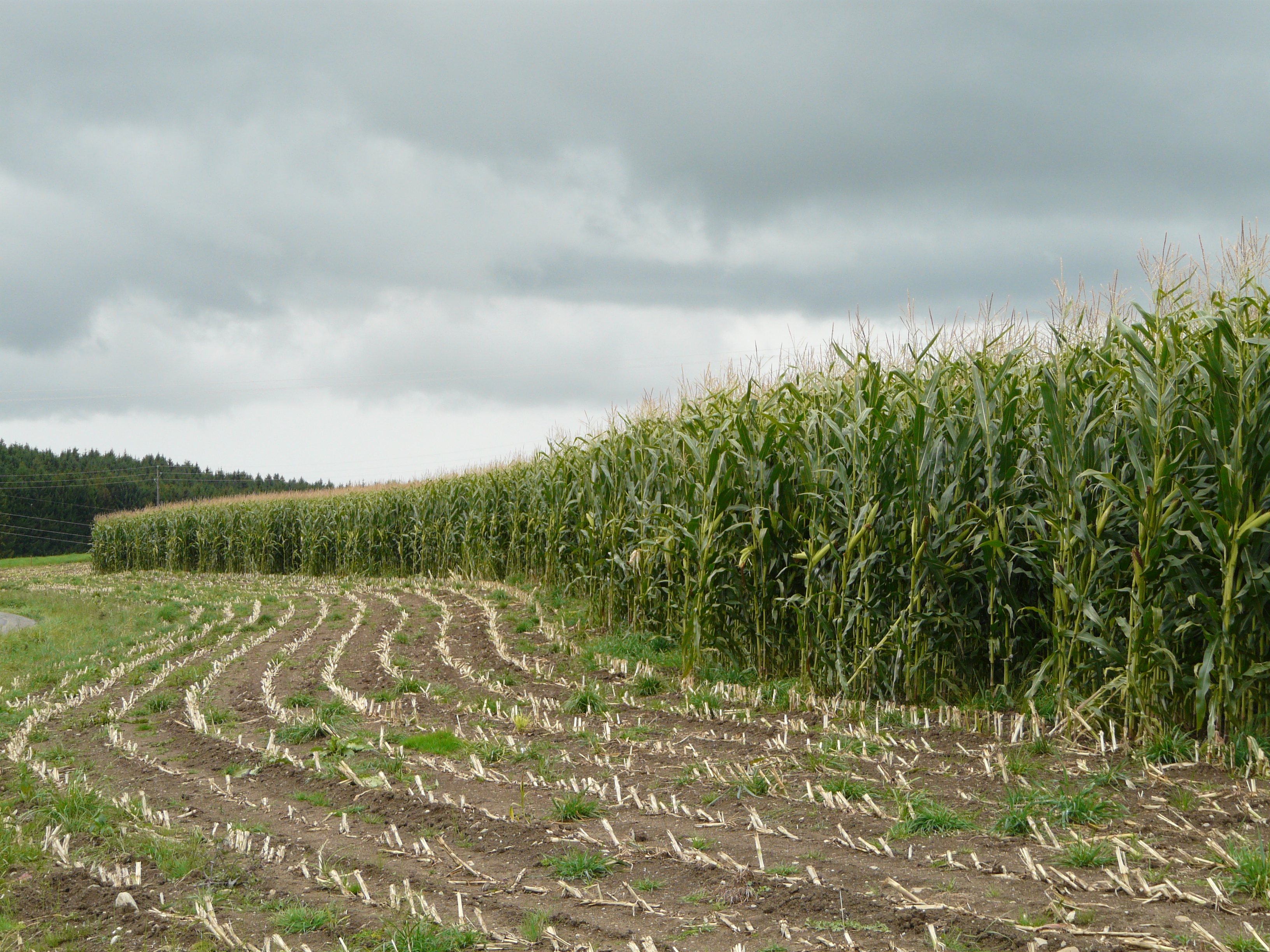
Champ de maïs en France

Les variétés françaises de maïs ont évolué des introductions, la plupart informelles, réalisées dès les voyages d’exploration de l’Amérique, et en particulier des Antilles et de la côte des Caraïbes, à partir du XVIe siècle. Entre autres, l'explorateur Jacques Cartier mentionne les terres cultivées pleines de maïs au Québec en 1535.

## Culture de maïs en France
Les surfaces consacrées à la culture de maïs en France se sont rapidement développées entre 1955 et 1975, passant de 450 000 à 2 837 000 ha.
La culture du maïs occupe environ 9 % de la surface agricole utile (SAU) en France. Avec une prédominance dans certaines régions comme l’Alsace (44 % de la SAU) ou les Landes (60 %). Le maïs est cultivé sur l’ensemble du territoire, la Bretagne et les Pays de Loire concentrant à eux seuls plus d’un hectare sur quatre.
En 2010, la surface totale se répartissait de la façon suivante :
- 1,68 million d’ha en maïs grain (13,7 MT) avec un rendement moyen d'environ 97 q/ha[2] (contre environ 30 q/ha à la fin des années 1950) ;
- 1,44 million d’ha en maïs fourrage (16,1 MT) ;
- 17 000 ha en maïs doux ; (0,13 MT) ;
- 49 400 ha en maïs semence (0,10 MT)

60 % des gains de productivité sont attribués au progrès génétique soit 0,8 q/an en maïs grain et plus de 0,15 t de matière sèche pour le maïs fourrage qui est également cultivé sur 1,6 million d’hectares. Les autres 40 % sont attribués à la maîtrise des méthodes culturales. Une grosse moitié est récoltée sous forme de grains mûrs (« maïs grain » dont 10 000 hectares de production de maïs doux et plus de 37 000 hectares en production de semences), l’autre moitié sous forme de plante entière avant la maturité complète des grains (stade pâteux) et destinée à l’ensilage (« maïs fourrage »). Environ la moitié de la production de grains est exportée vers les pays membres de l’Union européenne. Le secteur des semences de maïs (40 000 hectares) occupe le second rang mondial des exportations derrière les États-Unis.

### Maïs corné (précoce) ou denté (tardif)
Les types de sol et les conditions climatiques déterminent le choix de la variété de maïs à cultiver.
Il existe trois types de grain différents : maïs denté, maïs corné et corné-denté :
- Denté (variétés à floraison tardive) : grain long et assez plat présentant une dépression au sommet et une part importante d'amidon tendre (plus adapté à l'alimentation animale),
- Corné (variétés à floraison précoce) : grain lisse, brillant, de forme arrondie constitué d'amidon dur et vitreux,
- Corné denté : combinaison génétique des deux types précédents aboutissant à un grain aux caractéristiques intermédiaires.

En France, le Sud-Ouest présente les caractéristiques climatiques spécifiques à la culture des variétés tardives à très tardives, et donc dentées.
Le rendement du maïs tardif est supérieur de 15 à 20 % aux variétés plus précoces (environ 120 q/ha pour le maïs tardif contre environ 100 pour le maïs précoce). Aucun agriculteur du Sud-Ouest n’a donc intérêt à semer des variétés précoces là où la culture de variétés tardives est possible. D’où la recommandation de semer exclusivement du maïs denté dans l’aire climatique du Sud-Ouest favorable à son implantation.
Contrairement aux autres régions productrices de maïs grain en France, qui utilisent des variétés de type précoce et demi-précoce, le Sud-Ouest (Aquitaine, Midi-Pyrénées et Poitou-Charentes) se caractérise par la production de maïs tardifs à très tardifs utilisés notamment pour engraisser volailles et cochons.
À chaque variété correspond un niveau de précocité. La précocité correspond à la durée du cycle de développement de la plante, entre le semis et la récolte. Une variété très précoce a un cycle court, par opposition à une variété tardive dont le cycle est long.
Les variétés sont réparties en 6 groupes : 
- très précoces,
- précoces,
- ½ précoces,
- ½ tardifs,
- tardifs,
- très tardifs.

Ces variétés présentent des grains différents. Les différences se situent au niveau génétique, anatomique et histologique.
Pour chaque variété, la durée du cycle est essentiellement déterminée par les besoins en unité de chaleur de la plante (somme des températures). Plus la variété est précoce et moins elle a besoin d'unités de chaleur pour atteindre la maturité. À l’inverse, plus la variété est tardive et plus ses besoins en unités de chaleur ou somme des températures sont élevés.
À partir de la connaissance de la somme des températures nécessaire pour atteindre la floraison, on détermine les zones de culture de chaque variété.
Le calcul est basé sur la somme des températures efficaces exprimées en « °C × jour » (Degré jour de croissance), la température efficace d’un jour donné se définissant par le quotient : T efficace = [(T max + T min)/2]-6
avec T efficace=0 lorsque T moyenne<6 et T max considéré comme=30 lorsque T max>30
Selon ces critères, la culture du maïs requiert une somme de températures efficaces de :
- moins de 1 680 °C × jours pour les variétés très précoces qui, du fait de leur génétique, sont toutes de type corné denté
- 1 680 °C à 1 740 °C × jours pour les variétés précoces
- 1 740 °C à 1 800 °C × jours pour les variétés semi-précoces corné-denté
- 1 800 °C à 1 870 °C × jours pour les variétés semi-précoces denté
- 1 870 °C à 1 940 °C × jours pour les variétés semi-tardives denté
- 1 940 °C à 2 015 °C × jours pour les variétés tardives dentées (+ 15 % par rapport aux variétés précoces)
- 2 015 °C à 2 090 °C × jours pour les variétés très tardives dentées (+ 25 % par rapport aux variétés précoces)[6]

## Historique
Avec les grandes explorations, le maïs traverse l’Atlantique dès le XVe siècle et arrive sur le vieux continent : Christophe Colomb l’introduit au Portugal, Jacques Cartier en Normandie.
La culture du maïs pour fourrage est enregistrée à Bayonne en 1523, à Navarrenx en 1636, en Languedoc en 1590, dans le Béarn et en Franche-Comté en 1608.
En 1785, Antoine Augustin Parmentier écrit le premier document de référence français sur le maïs : "Mémoire quel seroit le meilleur procedé pour conserver le Mais"
La première classification des variétés de maïs se trouve dans la monographie Histoire naturelle, agricole et économique du maïs (1833) écrite par Matthieu Bonafous.
En France on trouve presque seulement des maïs cornés, parfois des dentés, rarement des sucrés et des pop corn. C’est au XIXe siècle que les premiers maïs de type denté sont importés d’Amérique en Europe.

### Apparition de variétés-populations locales

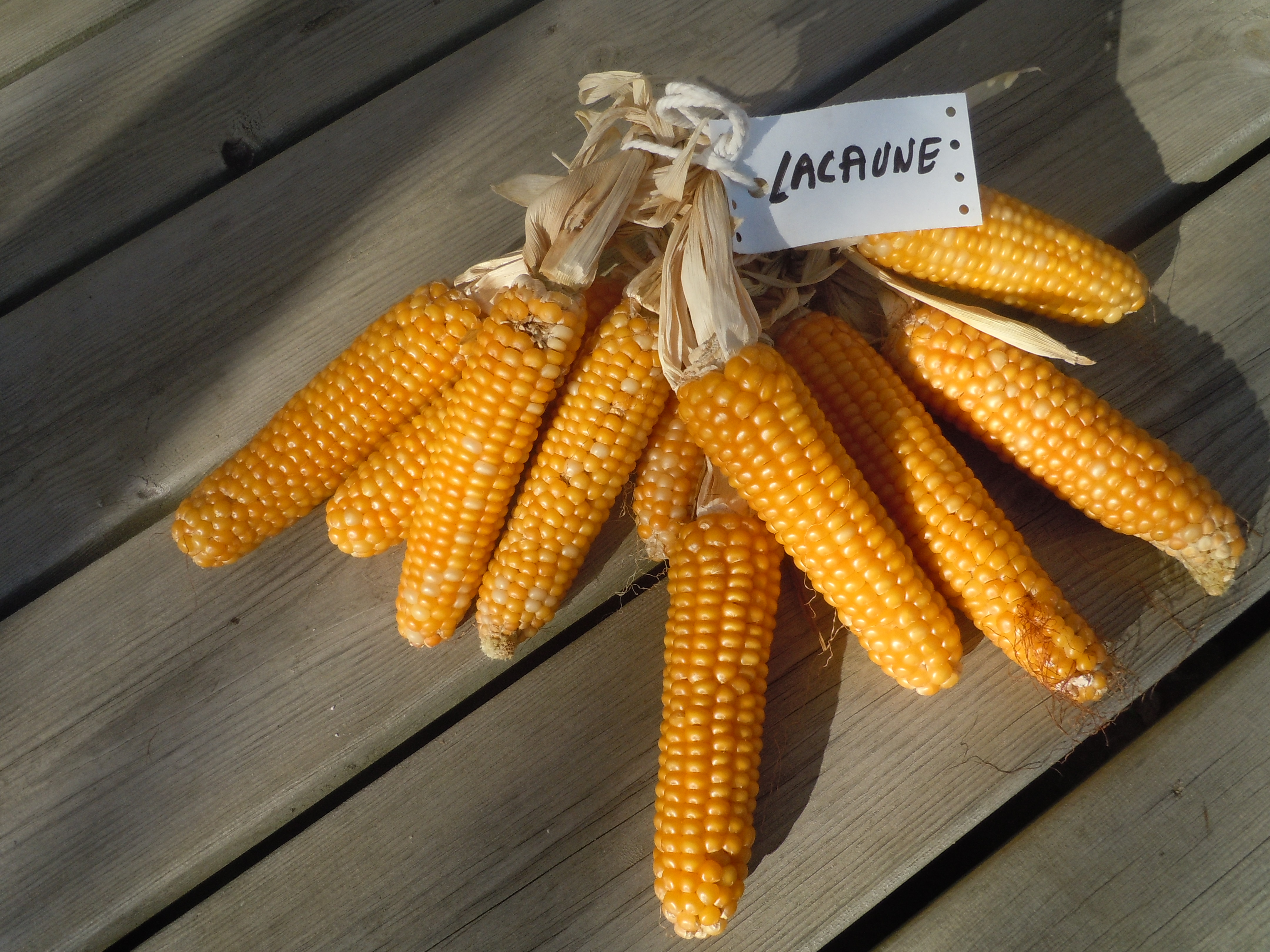
La variété Lacaune est une variété ancienne de maïs qui a servi de base à de très nombreuses variétés modernes.

Des chemins différents le font évoluer au gré des croisements, des régions aux conditions variées auxquelles il doit s’adapter et aussi de la sélection massale réalisée par des agriculteurs, qui récoltaient leurs épis favoris puis les replantaient l’année suivante.
Des populations de pays spécifiques à chaque région ont été créées de cette façon. Dans les Pyrénées, des maïs complètement différents ont ainsi émergé d’une vallée à l’autre, se diversifiant en 270 populations reconnues comme typiquement françaises. Ce type de variété population était un mélange à forte proportion d'hétérozygotes issus de la fécondation croisée au sein de ces populations.
Le premier congrès international du maïs se réunit à Pau en 1930 sous l'égide de la Compagnie des Chemins de Fer du Sud-Ouest. Carles de Carbonnières y fait une intervention claire et documentée sur le développement des maïs hybrides aux États-Unis. Cette intervention, dont le fond est mal compris par la plupart des professionnels qui ne perçoivent l'amélioration qu'à travers la sélection généalogique, aura peu d’écho,
En France, la recherche publique date des années 1930 et c’est en 1937 que le Catalogue officiel français du maïs est ouvert.
Dans le Sud du Massif central (Lacaune), une population précoce a été à la source de lignées qui, combinées avec des lignées de la Corn Belt des États-Unis, ont permis l'extension du maïs jusque dans le nord de l'Europe.
En 1932 est créée la première station d’amélioration du maïs à Saint-Martin-de-Hinx (Landes). S'inscrivant dans le mouvement corporatif d’organisations agricoles amorcé plus tôt pour d'autres cultures, les maïsiculteurs fondent l'Association Générale des Producteurs de Maïs (AGPM) en 1934.

### Introduction et développement du maïs hybride
Au sortir de la guerre, les variétés de maïs hybrides, qui occupent 90 % de la surface cultivée en maïs aux États-Unis en 1945, sont inexistantes en France. Les variétés américaines hybrides basées sur l'effet hétérosis sont testées en France à partir de 1948 et sont inscrites à partir de 1951 au Catalogue mais elles n’étaient pas adaptées à toutes les régions du Nord de la Loire. En effet, dans les années 1950, son aire de culture en France se limitait au Sud-Ouest, à la Bresse et à l'Alsace.
Surtout concentrée dans le Sud-Ouest, la culture du maïs - représentée donc exclusivement par des « variétés populations locales » (maïs non hybride F1, souvent sélectionné par les agriculteurs eux-mêmes) - est alors essentiellement destinée à l'alimentation du bétail et de la famille ; la France est alors importatrice nette, principalement depuis les territoires d'Outre-mer et les colonies. Les sélectionneurs privés ne s’intéressent alors pas à ce marché trop étroit.
À la Libération, les nouvelles possibilités technologiques, la perspective de développement de l'élevage et de la production laitière et la manne financière du Plan Marshall ouvrent des possibilités de développement au maïs hybride. Les autorités françaises, attelées à la reconstruction et à la modernisation de l'agriculture accompagneront activement ce développement tout en ayant le souci de préserver l'indépendance nationale, et de limiter les importations. Tandis que des efforts sont faits, notamment par l'ONIC pour organiser la profession et permettre la diffusion de semences sélectionnées, l'INRA, nouvellement créé, a pour mission de développer des variétés françaises.
Plusieurs experts français du Sud-Ouest tels que Louis Saint-Martin et Jacques Etchebarne de l'Association générale des producteurs de maïs (AGPM), Xavier Bonnemaison, futur directeur de la Coop de Pau (l’ancêtre d’Euralis) ou encore Louis Bidau, maire de Gan et président de l’AGPM de 1948 à 1973, partent en voyages d'études en Iowa, Minnesota et Wisconsin où ils découvrent une plante hybride, bien plus homogène et plus verte qu’en Europe. 
L'AGPM (Association générale des Producteurs de maïs, créée dans les années 1930), lance la production de semences dans le Sud-ouest dès 1947; le 27 janvier 1950 est créée à Toulouse la Fédération Nationale des Producteurs de Semence de Maïs (FNPSM); en juin le CTPS (Comité Technique Paritaire des Semences) crée la Commission Officielle de Contrôle des semences pour le maïs (COC) qui rend obligatoire l'adhésion des multiplicateurs à un syndicat membre de cette fédération.
En quatre ans, de 1950 à 1954, la production française est telle qu'elle parvient à tarir les importations en provenance des États-Unis. De leur côté, les chercheurs du département GAP de l'Inra, axant exclusivement leurs travaux sur les hybrides F1 (délaissant la voie par sélection récurrente) mettent au point les premiers hybrides franco-américains : Inra 200 (inscrite au catalogue en 1957) et Inra 258 (inscrite en 1958),.
Supérieures en rendement aux variétés américaines, résistant mieux au froid, ces variétés de maïs cornés-dentés sont issues du croisement avec introgression de lignées américaines dentées tardives avec deux lignées cornées précoces françaises nommées F2 et F7, tolérantes au printemps frais et résistantes à la verse,, elles-mêmes issues de la variété Lacaune remarquée par un agriculteur de la commune d'Anglès dans le Tarn. Les autorités françaises, en accord avec la profession, freinent l'inscription au catalogue des hybrides américains afin de favoriser les hybrides développés par l'Inra.
Tout rapide qu'il s'avère être en France, notamment dans les régions septentrionales de grande culture, le développement du maïs hybride tarde à gagner les régions traditionnellement maïsicoles : dans ces régions, en 1960, 20 % des paysans ne cultivent toujours pas d'hybrides F1; jusque dans les années 1970 les agriculteurs continueront en nombre à y cultiver du maïs population locale (pour le gavage des oies, l'alimentation animale et familiale), réservant le maïs hybride à la seule commercialisation. « Il y a eu une hésitation qui a duré quelques années, raconte Marcel Cazalé. Le maïs hybride changeait toutes les habitudes de nos agriculteurs habitués à la culture autarcique. Un certain nombre d’entre eux ont fait marche arrière par crainte de perdre leur indépendance. » Puis, les inquiétudes du début laissent place à un enthousiasme sans retenue. « Quand les Jeunes agriculteurs discutaient, c’était à qui aurait la méthode la plus rentable ».
La place de l'Inra va se modifier dans les années 1960. En 1962, la FNPSM décide unilatéralement d'arrêter la production de semences de maïs fourrager "F2". À partir des années 1960, les coopératives multiplient les accords de partenariat avec les sociétés semencières américaines avides de prendre pied sur le marché français, deuxième au monde pour les semences de maïs. Cette évolution, qui bouleversera la physionomie de la filière, s'appuie notamment sur le  différend opposant alors l'Inra, privilégiant les variétés précoces, aux coopératives du Sud-Ouest intéressées par des variétés plus tardives (plus productives). L'Inra dirige en conséquence ses actions de partenariat vers des organisations n'ayant pas conclu d'accord avec des sociétés américaines comme c'était le cas alors de la coopérative Limagrain. Grâce à ces relations avec l'Inra, Limagrain crée la variété LG11 qui représentera 35 % des parts de marché dans les années 1970. Les forces en présence finissent par pousser l'Inra à se défaire de ses prérogatives dans le domaine de l'obtention pour se cantonner à un travail de recherche en amont. Dans le même temps, et en contradiction avec les principes de mutualisation inspirant les Certificats d'obtention végétale (COV), les accords conclus entre les coopératives et les semenciers américains portent sur des hybrides " à formule fermée". En 1973 la transformation de la SSBM en FRASEMA illustre la montée en puissance des coopératives et des firmes semencières. Instruite par la crise de l'helminthosporiose du maïs aux États-Unis, imputable à la généralisation des hybrides, l'Inra développe une activité d'étude des ressources génétiques du maïs dans les années 1990.
Entre 1950 et 1960, les variétés hybrides, du fait de leur meilleure productivité et de leur plus grande résistance aux maladies[réf. nécessaire], ont totalement remplacé les variétés anciennes traditionnelles. Malgré cette mutation, il n'a pas été constaté de perte de biodiversité car de nombreuses variétés anciennes européennes et américaines ont été utilisées pour créer ces hybrides grâce à l'apport de nouveaux allèles en compensation de ceux qui ont été perdus[réf. nécessaire]. Par ailleurs, des organisations telles que Pro-Maïs conservent plus de 2 000 variétés de maïs anciennes.
Depuis 1980, le maïs est devenu l’espèce prédominante du Catalogue français, tant pour le nombre de dossiers déposés au CTPS (en 2008-09, il représentait à lui seul environ 25 % des dossiers, toutes espèces confondues), que pour le nombre annuel d’inscriptions (multiplié par trois en 20 ans, en passant de 59 inscriptions en 1986 à 154 en 2007 et le nombre de variétés figurant sur la liste : maximum atteint en 2004 avec 1 323 variétés inscrites au Catalogue officiel français, soit plus de 30 % des variétés de grande culture présentes au Catalogue cette année-là. À noter en 1986, l’ouverture d’une épreuve spécifique au Catalogue français pour les maïs fourragers par rapport au maïs grain. Néanmoins, de 2004 à 2009, le nombre de variétés de cette liste a diminué de 16 % (passant à 1 110 variétés en 2009, soit quand même 26 % des variétés de maïs du catalogue UE qui en compte alors 4260) ; cette baisse est concomitante de l’ouverture du Catalogue aux pays de l’Est, du refus des OGM ainsi que de la mise à jour des frais de maintien au Catalogue français.
Cette augmentation, en quarante ans, de la diversité disponible au catalogue français et européen s’explique par l’évolution des usages pour le maïs grain, le maïs fourrage, le choix de la précocité en fonction de la zone de culture.
Entre 1954 et 1967 environ 200 échantillons de grains des variétés traditionnelles ont été récoltés. Leur classification est fondée sur la précocité et les caractéristiques de l’épi.
Même si le nombre très important de variétés disponibles peut étonner (près de 900 variétés inscrites en France en 2015 et plus de 4000 au Catalogue européen), il peut s'expliquer car la culture du maïs est très dépendante du sol et du climat dans lequel il est cultivé.
Henri Mendras dans La fin des paysans analysera l'impact du développement des hybrides.

## Génétique
Dès 1983, les établissements semenciers membres de PRO-MAÏS et l’INRA ont développé un programme de conservation des ressources génétiques (1236 populations de maïs dont 276 populations françaises) sous l’égide du Bureau des Ressources Génétiques pour préserver, enrichir et caractériser la variabilité de l’espèce. Ces ressources génétiques sont mises à disposition des sélectionneurs qui mènent en France une recherche très dynamique et qui utilisent le fort potentiel de cette plante pour ses multiples usages pour l’alimentation animale (fourrage ou grain) et l’alimentation humaine (maïs doux, pop corn, semoulerie…) ou industrielle (amidonnerie).
Les variétés de maïs actuellement cultivées en France résultent de la combinaison de lignées issues de groupes génétiques complémentaires (hétérotiques) connus.
Ces principaux groupes génétiques et leurs origines sont :
- corné précoce - origine européenne
- corné "plata" - origine sud-américaine
- corné canadien - origine canadienne
- denté "iodent" - origine nord-américaine
- denté "Lancaster" - origine nord-américaine (Lancaster)
- denté "Stiff Stalk Synthetic" - origine nord-américaine
- denté "Minnesota" - origine nord-américaine

Les caractéristiques "corné" et "denté" concernent la forme et la texture du grain.
Le grain "corné" possède un albumen vitreux important et un albumen farineux réduit. C'est l'inverse pour le grain "denté" qui, de plus, a la forme d'une incisive. Le caractère "grain corné" est associé dans l'esprit du sélectionneur, aux populations précoces d'origine
européenne. Le caractère "grain denté" est, quant à lui, associé aux populations plus tardives d'origines nord-américaines.
Les hybrides "corné × denté" sont à l'origine du succès de la culture du maïs dans les zones septentrionales de l'Europe, situées au nord de la Loire.

### Conservatoire génétique
En France, une collection nationale de ressources génétiques gérée par le réseau "Maïs", a été définie en 1993. Elle regroupe plus de 3800 populations et lignées de maïs d'origine française et est constituée de génotypes dont la responsabilité de conservation incombe à la France, notamment des populations et cultivars anciens d'origine française, des populations synthétiques, des lignées du domaine public dont certaines sont connues pour la présence de gènes identifiés. Des échantillons sont disponibles uniquement à des fins de recherche, de sélection et de formation pour l'alimentation et l'agriculture selon les dispositions du Traité international sur les ressources phytogénétiques pour l'alimentation et l'agriculture.

## Principales variétés françaises
| Variété               | Région        | Corné ou denté | Maturité     | Taille du plant | Rendement                               | Taille épi | Forme épi   | Couleur grain | Taille grain | Commentaire                                                       |
| --------------------- | ------------- | -------------- | ------------ | --------------- | --------------------------------------- | ---------- | ----------- | ------------- | ------------ | ----------------------------------------------------------------- |
| Quarantain            | ND            | ND             | Précoce      | 1 à 1,20 m      | ND                                      | ND         | ND          |               |              |                                                                   |
| Maïs à poulet         | ND            | ND             | Précoce      | 1 à 1,20 m      | ND                                      | ND         | ND          | ND            |              |                                                                   |
| Jaune hâtif d’Auxonne | Bourgogne     | ND             | Précoce      | 1,20 à l, 50 m  | 40 quintaux par hectare                 | conique    | moyen       | roux          | petit        |                                                                   |
| Jaune de Lorraine     | Lorraine      | ND             | Précoce      | l, 20 à l, 50 m | 40 quintaux par hectare                 | ND         | ND          | ND            |              |                                                                   |
| Étoile de Normandie   | Normandie     | ND             | Précoce      | ND              | ND                                      | long       | cylindrique | ND            | ND           | 8 à 10 rangées de grains, rafle assez mince                       |
| Jaune d’Alsace        | Alsace        | ND             | Précoce      | ND              | ND                                      | long       | cylindrique | ND            | ND           | 8 à 10 rangées de grains, rafle assez mince                       |
| Blancs de Bresse      | Bourgogne     | ND             | Précoce      | 1,80 m          | ND                                      | court      | cylindrique | Blanc         | petit        | rafle grosse est spongieuse, souvent des grains à aleurone violet |
| Jaunes de Bresse      | Bourgogne     | ND             | Précoce      | 1,80 m          | ND                                      | long       | conique     | jaune         | petit        | rafle grosse est spongieuse, souvent des grains à aleurone violet |
| Blanc de Chalosse     | Landes        | ND             | Demi-Précoce | ND              | 15 quintaux par hectare en terre pauvre | ND         | ND          | ND            | ND           |                                                                   |
| Doré des Landes       | Landes        | ND             | Demi-Précoce | ND              | ND                                      | ND         | ND          | ND            | ND           |                                                                   |
| Maïs de Tarbes        | Midi-Pyrénées | ND             | Demi-Précoce | ND              | ND                                      | court      | conique     | blanc         | ND           | 10 à 12 rangées                                                   |
| Maïs de Pouyastruc    | Midi-Pyrénées | ND             | Demi-Précoce | ND              | ND                                      | long       | cylindrique | blanc         | gros         | 10 à 12 rangées                                                   |
| Doré de Gomer         | Aquitaine     | ND             | Tardif       | ND              | ND                                      | ND         | ND          | Cuivre        | gros         |                                                                   |
| Millette du Lauragais | Midi-Pyrénées | ND             | Tardif       | ND              | 30 quintaux par hectare                 | ND         | ND          | blanc         | petit        | vitreux et allongé                                                |
| Millette du Finhan    | Midi-Pyrénées | ND             | Tardif       | ND              | ND                                      | ND         | ND          | roux          | petit        | 100 grammes aux 1 000 grains                                      |
| Denté de Garonne      | Midi-Pyrénées | Denté          | Tardif       | ND              | ND                                      | ND         | ND          | blanc         | ND           |                                                                   |
| Corné de Garonne      | Midi-Pyrénées | Corné          | Tardif       | ND              | ND                                      | ND         | ND          | blanc         | ND           |                                                                   |
| Grand roux basque     | Midi-Pyrénées | ND             | Tardif       | ND              | 60 quintaux par hectare sur bonne terre | ND         | ND          | roux          | ND           |                                                                   |

## Nouvelles variétés
Le maintien au niveau mondial d'une certaine compétitivité, nécessite en permanence la création de variétés nouvelles, améliorées pour différents caractères. Ces variétés sont des hybrides composés de lignées complémentaires très fortement homozygotes (lignées pures), issues de cycles de sélection et manifestant une bonne « aptitude à la combinaison ». La fixation des principaux caractères sélectionnés nécessite 6 à 8 générations d'autofécondations amenant à plus de 10 ans le temps nécessaire à l’obtention d'une variété. Malgré le recours aux générations de contre-saison, maintenant bien ancré dans la logistique des sélectionneurs, cette durée est encore de 6 à 8 ans. Elle peut être ramenée à 3 ou 4 ans avec l’utilisation de l’haplodiploïdisation qui permet l’obtention de lignées haploïdes doublées (HD), strictement homozygotes, en une génération de culture,.